# Afrikaspiele 2019/Leichtathletik – Weitsprung der Frauen
Der Weitsprung der Frauen bei den Afrikaspielen 2019 fand am 29. August im Stade Moulay Abdallah in Rabat statt.
18 Weitspringerinnen aus 13 Ländern nahmen an dem Wettbewerb teil. Die Goldmedaille gewann Ese Brume mit 6,69 m, Silber ging an Deborah Acquah mit 6,37 m und die Bronzemedaille gewann Lynique Beneke mit 6,30 m.

## Rekorde
| Weltrekord        | Galina Tschistjakowa | 7,52 m | Leningrad, Sowjetunion           | 11. Juni 1988 |
| Rekord der Spiele | Janice Josephs       | 6,79 m | Afrikaspiele in Algier, Algerien | 21. Juli 2007 |

## Ergebnis
29. August 2019, 15:45 Uhr
| Platz | Athletin                 | Land                  | 1. Versuch | 2. Versuch | 3. Versuch | 4. Versuch                                    | 5. Versuch                                    | 6. Versuch                                    | Weite (m) |
| ----- | ------------------------ | --------------------- | ---------- | ---------- | ---------- | --------------------------------------------- | --------------------------------------------- | --------------------------------------------- | --------- |
|       | Ese Brume                | Nigeria               | 6,68       | 6,53       | 6,66       | 6,51                                          | –                                             | 6,69                                          | 6,69      |
|       | Deborah Acquah           | Ghana                 | 6,27       | 6,37       | 6,12       | 6,05                                          | x                                             | x                                             | 6,37      |
|       | Lynique Beneke           | Südafrika             | 6,13       | 6,21       | 5,97       | 6,18                                          | x                                             | 6,30                                          | 6,30      |
| 4     | Maximila Imali           | Kenia                 | 6,14       | 5,92       | 6,15       | x                                             | 6,19                                          | 6,27                                          | 6,27      |
| 5     | Zinzi Chabangu           | Südafrika             | 6,00       | x          | 6,15       | 6,10                                          | x                                             | x                                             | 6,15      |
| 6     | Esraa Owis               | Ägypten               | 5,90       | 5,95       | 5,99       | 6,03                                          | 6,07                                          | 6,00                                          | 6,07      |
| 7     | Agate de Sousa           | São Tomé und Príncipe | 6,05       | x          | x          | 5,70                                          | 5,88                                          | x                                             | 6,05      |
| 8     | Joëlle Mbumi Nkouindjin  | Kamerun               | x          | 6,01       | 5,88       | 6,03                                          | 6,02                                          | 5,92                                          | 6,03      |
| 9     | Yousra Lajdoud           | Marokko               | x          | 5,94       | x          | nicht im Finale der besten acht Springerinnen | nicht im Finale der besten acht Springerinnen | nicht im Finale der besten acht Springerinnen | 5,94      |
| 10    | Fayza Issaka Abdou Kerim | Togo                  | 5,74       | 5,90       | 5,92       | nicht im Finale der besten acht Springerinnen | nicht im Finale der besten acht Springerinnen | nicht im Finale der besten acht Springerinnen | 5,92      |
| 11    | Millicent Ndoro          | Kenia                 | x          | 5,57       | 5,82       | nicht im Finale der besten acht Springerinnen | nicht im Finale der besten acht Springerinnen | nicht im Finale der besten acht Springerinnen | 5,82      |
| 12    | Sangoné Kandji           | Senegal               | 5,80       | x          | 5,73       | nicht im Finale der besten acht Springerinnen | nicht im Finale der besten acht Springerinnen | nicht im Finale der besten acht Springerinnen | 5,80      |
| 13    | Grace Anigbata           | Nigeria               | 5,60       | 5,73       | 5,77       | nicht im Finale der besten acht Springerinnen | nicht im Finale der besten acht Springerinnen | nicht im Finale der besten acht Springerinnen | 5,77      |
| 14    | Prissy Mpofu             | Simbabwe              | 5,68       | 5,72       | 5,69       | nicht im Finale der besten acht Springerinnen | nicht im Finale der besten acht Springerinnen | nicht im Finale der besten acht Springerinnen | 5,72      |
| 15    | Jamaa Chnaik             | Marokko               | x          | 5,69       | x          | nicht im Finale der besten acht Springerinnen | nicht im Finale der besten acht Springerinnen | nicht im Finale der besten acht Springerinnen | 5,69      |
| 16    | Hadel Aboud              | Libyen                | 5,42       | 5,20       | 5,23       | nicht im Finale der besten acht Springerinnen | nicht im Finale der besten acht Springerinnen | nicht im Finale der besten acht Springerinnen | 5,42      |
| 17    | Gloria Mbaika Mulei      | Kenia                 | 5,38       | 5,33       | x          | nicht im Finale der besten acht Springerinnen | nicht im Finale der besten acht Springerinnen | nicht im Finale der besten acht Springerinnen | 5,38      |
| 18    | Kiru Oman Cham           | Äthiopien             | 5,17       | 5,22       | 5,34       | nicht im Finale der besten acht Springerinnen | nicht im Finale der besten acht Springerinnen | nicht im Finale der besten acht Springerinnen | 5,34      |
|       | Ajuda Oumde Ochan        | Äthiopien             |            |            |            | nicht im Finale der besten acht Springerinnen | nicht im Finale der besten acht Springerinnen | nicht im Finale der besten acht Springerinnen | DNS       |
|       | Lerato Sechele           | Lesotho               |            |            |            | nicht im Finale der besten acht Springerinnen | nicht im Finale der besten acht Springerinnen | nicht im Finale der besten acht Springerinnen | DNS       |

Zeichenerklärung:
– = Versuch ausgelassen, x = Fehlversuch